# Lothar Dahlbüdding
Lothar Dahlbüdding ist ein ehemaliger deutscher Basketballspieler.

## Laufbahn
Dahlbüdding, der sich als guter Distanzschütze hervortat, spielte in der Saison 1972/73 für den TSV Hagen 1860 in der Basketball-Bundesliga. 1973 wechselte er zu SSV Hagen und wurde mit der Mannschaft im Frühjahr 1974 deutscher Meister sowie 1975 Pokalsieger.